# Manabi Bandyopadhyay
Pour les articles homonymes, voir Bandyopadhyay.
Manabi Bandyopadhyay, née en 1964, est une universitaire indienne. Elle est la première personne ouvertement transgenre à diriger un établissement universitaire en Inde ; elle a été nommée en 2015 directrice du Krishnagar Women's College (en) dans le district de Nadia. Une biographie en anglais lui a été consacrée en 2017. 

## Formation et carrière
Née dans une famille de la classe moyenne de Naihati, Manabi Bandopadhyay termine une maîtrise en bengali à l'Université de Jadavpur, puis devint la première personne transgenre du Bengale occidental à obtenir un doctorat.  Elle devient également la première professeure transgenre du Bengale occidental lorsqu'elle rejoint le Ramakrishna Mission Vivekananda Centenary College (en) (Vivekananda Satobarshiki Mahavidyalaya) de Jhargram (en) en tant que chargée de cours à la fin des années 1990.

## Directrice d'un établissement universitaire

### Nomination, démission, retrait de la démission
L'affectation de Manabi Bandopadhyay par le département de l'éducation du gouvernement du Bengale occidental au poste de directrice du Krishnagar Women's College est considérée un acte politique en faveur des hijras (nom indien de certaines personnes transgenres) et de leur intégration dans la sphère de l'enseignement supérieur au Bengale. Cependant, Manabi Bandopadhyay a fait face à une résistance de la part de ses collègues et administrés ; les tensions provoquées par sa nomination l'ont conduite à démissionner.  Le gouvernement est ensuite intervenu pour marquer son soutien à Manabi Bandopadhyay, lui demandant de revenir sur sa démission.

### Politique du gouvernement à l'égard des hijras
Traditionnellement, les hijras sont respectés en Inde ; ils sont considérés comme liés à la déesse hindoue Bahuchara Mata. La période coloniale leur a été fatale, les hijras ayant été catégorisés depuis lors comme membres d'une « caste criminelle ». Les discriminations à leur encontre se sont perpétuées après l'indépendance de l'Inde. 
La Cour suprême indienne a cependant rendu plusieurs décisions importantes en leur faveur dans les années 2010. Le gouvernement du Bengale occidental, à l'exemple d'autres gouvernements des États de l'Inde, a œuvré à leur protection dans les domaines de la santé, de l'éducation et de l'emploi. L'objectif déclaré est de sensibiliser la population afin de mieux assurer leur inclusion.
Cet effort de sensibilisation s'est traduit notamment par la forte médiatisation au Bengale des récits de transition de Manabi Bandopadhyay et Tista Das, « deux femmes trans qui ont été parmi les premières personnes à subir une chirurgie de réattribution sexuelle dans la région, différente des procédures plus grossières de castration et pénectomie subies par les hijras » antérieurement.

## Œuvre
Manabi Bandopadhyay a écrit deux livres : l'un sur la communauté hijra en Inde (Endless Bondage en 2015, un best-seller,), l'autre sur le troisième genre dans la société et la littérature indiennes.

## Magazine sur les personnes trans
En 1995, elle est rédactrice en chef du premier magazine indien pour les transgenres, Ob-Manab (en français Infra-Humain) ; elle s'explique sur le choix du titre dans ces termes : « J'ai nommé le magazine en accord avec la façon dont la société traite les personnes transgenres - comme s'ils étaient infra-humains. Si cela n'avait pas été le cas, aurais-je été obligée de publier un magazine pour eux ? ».

## Rôles dans des films
En 2019, Bandyopadhyay a joué un rôle important dans Purba Paschim Dakshin (en), film  réalisé par Rajorshi Dey.
Dans Nagarkirtan (en) (2017) film réalisé par Kaushik Ganguly (en) (2017), elle joue son propre rôle ; le film est centré sur les trans dans la société hindoue traditionnelle.

## Biographie
Sa biographie en anglais, écrite par Jhimli Mukherjee Pandey, a été publiée par Penguin India en 2017 ; elle a été traduite dans plusieurs langues indiennes.